# Od wschodu do zachodu słońca
Od wschodu do zachodu słońca – czwarty album zespołu Skaldowie, wydany w 1970 roku. 
Zespół nagrał płytę po powrocie z trasy koncertowej po USA, wykorzystując nowy sprzęt (organy Hammonda, markowe gitary) i odświeżając swoje brzmienie. Wykształca się tu rockowe oblicze Skaldów. Album uzyskał status złotej płyty. 

## Lista utworów
| 1.  | Sarabanda (A. Corelli, arr. A. Zieliński)                    | 1:05  |
|     |                                                              |       |
| 2.  | Od wschodu do zachodu słońca (A. Zieliński, L. A. Moczulski) | 5:48  |
|     |                                                              |       |
| 3.  | Katastrofa (A. Zieliński, W. Młynarski)                      | 4:10  |
|     |                                                              |       |
| 4.  | Czasem kochać chcesz (A. Zieliński, L. A. Moczulski)         | 5:01  |
|     |                                                              |       |
| 5.  | Zawieja (A. Zieliński, J. Tuwim)                             | 2:28  |
|     |                                                              |       |
| 6.  | Mateusz IV (A. Zieliński, L. A. Moczulski)                   | 5:18  |
|     |                                                              |       |
| 7.  | Prawo Izaaka Newtona (A. Zieliński, L. A. Moczulski)         | 5:38  |
|     |                                                              |       |
| 8.  | Nadejdziesz od strony mórz (A. Zieliński, L. A. Moczulski)   | 4:15  |
|     |                                                              |       |
| 9.  | Cisza krzyczy (A. Zieliński, A. Bianusz)                     | 3:00  |
|     |                                                              |       |
| 10. | Sarabanda (A. Corelli, arr. A. Zieliński)                    | 1:07  |
|     |                                                              |       |
|     |                                                              | 37:50 |
|     |                                                              |       |

## Skład zespołu
- Andrzej Zieliński – organy Hammonda, fortepian, śpiew
- Jacek Zieliński – trąbka, śpiew, instrumenty perkusyjne
- Konrad Ratyński – gitara basowa, śpiew
- Jerzy Tarsiński – gitara
- Jan Budziaszek – perkusja

oraz:
- Orkiestra symfoniczna p/d A.Zielińskiego
- Zespół wokalny Partita